# Nicolai Rapp
Nicolai Rapp (* 13. Dezember 1996 in Heidelberg) ist ein deutscher Fußballspieler. Der defensive Mittelfeldspieler steht beim Karlsruher SC unter Vertrag.

## Karriere

### Vereine
Rapp spielte bis zur E-Jugend bei der FC Freya Limbach und wechselte 2006 in die Jugendabteilung der TSG 1899 Hoffenheim. Als 14-Jähriger zog er von Zuhause aus und wohnte in einer Gastfamilie. In der Saison 2013/14 wurde er unter Julian Nagelsmann Deutscher A-Junioren-Meister. Für die zweite Mannschaft der TSG spielte er in der Spielzeit 2014/15 noch während seiner A-Jugendzeit zweimal in der Regionalliga Südwest. Zur Saison 2015/16 rückte er zum Kader der ersten Mannschaft auf, kam in der Hinrunde jedoch ausschließlich für die Regionalligamannschaft zum Einsatz. Am 16. Oktober 2015 erzielte er beim 3:0-Auswärtssieg gegen den TSV Steinbach mit dem Tor zum 3:0-Endstand in der 66. Minute sein erstes Ligator. Anfang Februar 2016 wurde er bis Saisonende an den Zweitligisten SpVgg Greuther Fürth verliehen. Am 26. Februar 2016 debütierte er bei der 1:2-Niederlage gegen den 1. FC Nürnberg in der 2. Bundesliga, nachdem er in der 75. Minute für Robert Žulj eingewechselt worden war.
Nach dem Ende der Leihe wechselte er zur Saison 2017/18 zum Zweitligisten FC Erzgebirge Aue. Er unterschrieb Anfang Juni 2017 dort einen Vertrag über drei Jahre, der in der Winterpause der Saison 2018/19 zugunsten seines Wechsels zum 1. FC Union Berlin aufgelöst wurde.
Zum 1. Januar 2020 wechselte Rapp leihweise zum SV Darmstadt 98, bei dem er Mathias Wittek, der sich einen Außenbandriss zuzog, ersetzen sollte. Am 2. Februar 2020 gab er beim 2:2-Heimspiel gegen den VfL Osnabrück sein Debüt für die Lilien, als er nach der Halbzeit für Patrick Herrmann eingewechselt wurde. Ab dem 23. Spieltag war Rapp Stammspieler in der Innenverteidigung und stand lediglich im letzten Saisonspiel nicht im Spieltagskader. Dadurch kam er auf 13 Einsätze für die Südhessen in seiner ersten Saison. Im Anschluss an die Saison wurde das Leiharrangement bis Juni 2021 verlängert. Sein erstes Ligator für die Lilien erzielte der Innenverteidiger am 3. Spieltag der Saison 2020/21 auswärts bei einem Sieg über den 1. FC Nürnberg, als er in der dritten Minute der Nachspielzeit einen Kopfball zum 3:2-Endstand verwandelte. In der Saison 2020/21 kam er unter Markus Anfang auf 29 Zweitligaeinsätze, zwei Tore und erreichte mit der Mannschaft Platz 7.
Zur Saison 2021/22 kehrte Rapp nicht mehr zu Union Berlin zurück, sondern wechselte innerhalb der 2. Bundesliga zum Absteiger Werder Bremen. Dort gelang der sofortige Wiederaufstieg und er erzielte dabei in 28 Ligaspielen zwei Treffer. In der Saison 2022/23 kam er bis zur Winterpause auf sieben Einwechslungen.
Anfang Januar 2023 wechselte Rapp bis zum Saisonende auf Leihbasis in die 2. Bundesliga zum 1. FC Kaiserslautern. Nach seiner Rückkehr kam er in Bremen nicht über die Rolle des Reservespielers hinaus und wechselte im Januar 2024 ablösefrei zum Karlsruher SC.

### Nationalmannschaft
Rapp debütierte am 11. Oktober 2011 bei der 1:2-Niederlage gegen die Ukraine in der deutschen U16-Nationalmannschaft und kam rund einen Monat später beim 5:0-Sieg gegen Zypern zu einem weiteren Einsatz. Am 5. März 2014 absolvierte er ein Freundschaftsspiel für die U18-Auswahl, das mit 1:3 gegen Frankreich verloren ging.

## Erfolge
- Deutscher A-Jugend-Meister 2013/14 mit der TSG 1899 Hoffenheim[12]
- Aufstieg in die Bundesliga: 2022 mit Werder Bremen

## Privates
Rapp ist in Limbach im badischen Odenwald aufgewachsen und hat eine Schwester. Neben seiner Karriere als Profifußballer studiert er Betriebswirtschaftslehre.